# Clube Desportivo Nacional
El Clube Desportivo Nacional, comúnmente conocido como Nacional de Madeira, es un club deportivo portugués con sede en Funchal, Madeira. Fue fundado en 1910 y actualmente juega en la Primeira Liga.

## Historia

### Campeonato de Madeira
El Clube Desportivo Nacional fue fundado oficialmente el 8 de diciembre de 1910 bajo el nombre de Nacional Sport Grupo, por iniciativa de ciudadanos interesados en desarrollar el fútbol en Funchal. En 1916 fue uno de los miembros originales de la Asociación de Fútbol de Madeira, mientras que su primera participación en el Campeonato Madeirense tuvo lugar en 1917. De aquella época comenzó a gestarse una fuerte rivalidad con el Club Sport Marítimo, tradicional dominador del torneo, y en menor medida con el União da Madeira.

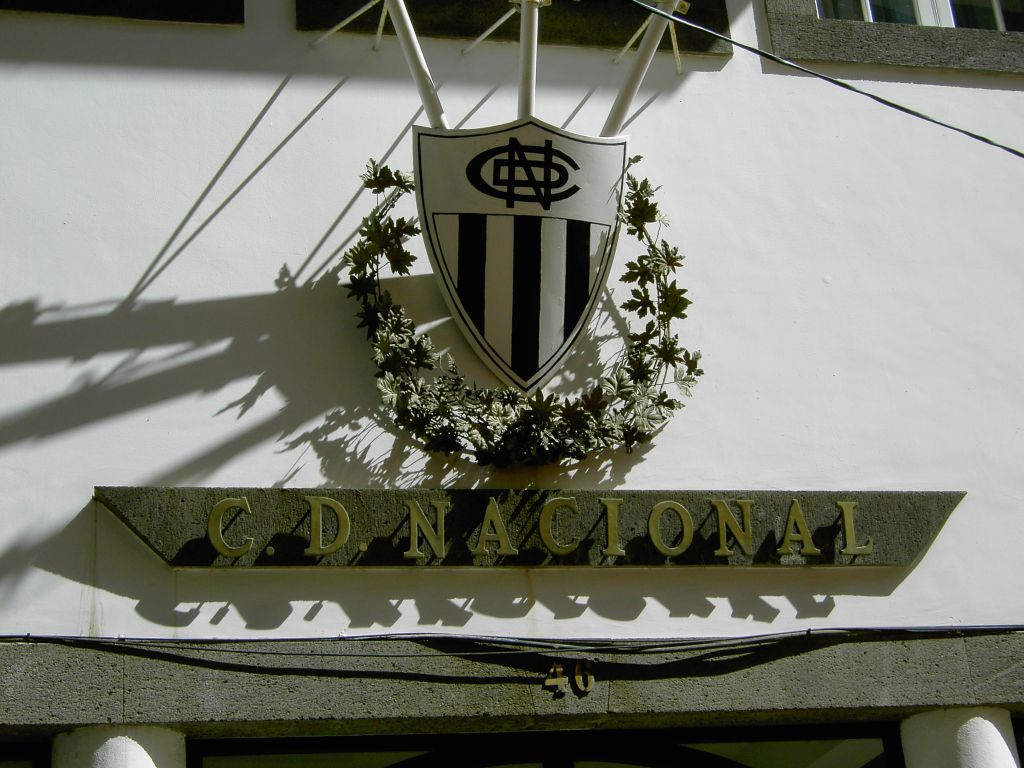
Escudo del Nacional de Madeira.

A pesar de que el Nacional tuvo un comienzo discreto a nivel de resultados, la directiva (vinculada a la clase alta local) hizo numerosos esfuerzos por asentarlo: a comienzos de los años 1920 desarrolló la primera escuela de fútbol del archipiélago, y en 1927 inauguró el Campo dos Barreiros, instalación pionera en la isla. Finalmente, el Nacional obtuvo su primer título en la temporada 1934/35 y pudo estrenarse en el Campeonato de Portugal. Desde entonces se hicieron con el título local cinco veces más, las tres últimas de forma consecutiva de 1942 a 1944.
La situación financiera del Nacional pasó por un momento delicado a finales de la década de 1930, por la que tuvo que traspasar la gestión del Campo dos Barreiros al gobierno regional. A mediados del siglo XX, el conjunto albinegro se vio superado en el torneo de Madeira por los triunfos del Marítimo y del União, sin volver a proclamarse vencedor hasta la temporada 1968/69.
El último título local llegó en 1974/75, tras lo cual se retiraría del campeonato de Madeira para inscribirse en el sistema de ligas de Portugal, abierto a las regiones insulares desde 1973.

### Liga de Portugal
El Nacional de Madeira se estrenó en Tercera División en la temporada 1975/76, y al año siguiente consiguió ascender a Segunda. La entidad necesitó una década para asentarse en la categoría de plata, hasta que el subcampeonato en la edición de 1987/88 les dio derecho a debutar en la Primera División portuguesa. Allí permanecerían desde 1988/89 hasta 1990/91.
Lejos de su propósito de regresar lo antes posible a la élite, el Nacional tuvo problemas deportivos y económicos que le condujeron hacia el tercer nivel nacional. No obstante, la llegada al banquillo de José Peseiro en 1999 ayudó a revertir la situación: los albinegros pasaron de Segunda B a Primera en cuatro temporadas, gracias al tercer puesto en la II Liga de 2001/02.
Desde la temporada 2002-03, el Nacional de Madeira se ha asentado en Primeira Liga e incluso ha discutido el tradicional dominio del Marítimo en el archipiélago. En 2003-04 finalizó cuarto en liga, lo cual les llevó a su estreno europeo en la Copa de la UEFA 2004/05, y desde entonces se han mantenido en la zona media de la clasificación, consolidando su base de aficionados.
Por otro lado, en 2007 la estrella internacional Cristiano Ronaldo, formado en las categorías inferiores del Nacional hasta los 16 años, aportó fondos para construir la academia de formación albinegra, el Cristiano Ronaldo Campus Futebol.
En 2008-09 Nacional llegó a su primera semifinal de la Copa de Portugal, donde perdieron 5-4 sobre dos partidos (ida y vuelta) en un encuentro muy apretado hasta el último minuto contra Pacos de Ferreira.
Nacional también clasificó a la Copa de la UEFA 2006-07, donde perdieron en la primera ronda contra Rapid de Bucarest. En la UEFA Europa League 2009-10, primero eliminaron al Zenit de San Petersburgo 5-4 en global (ida 4-3, vuelta 1-1) por la ronda play-off,  y después quedaron de terceros en el grupo L, donde estaba el Werder Bremen, Athletic Club, y Austria Wien. Aunque no clasificaron a la siguiente ronda, una de las actuaciones destacadas fue la victoria sobre Austria Wien 5-1. 
En la próxima temporada el club termine de sexto en la liga, de hecho clasificando a la Europa League para la próxima temporada, y llegaron a la semifinales de la Copa de la Liga de Portugal. Perdieron 4-3, otra vez contra el Pacos de Ferreira.
En la temporada 2011-12 son eliminados de la Europa League en ronda play-off a manos de Birmingham City. En la Copa de Portugal, llegan otra vez a una semifinal, donde perdieron 3-5 en global contra el poderoso Sporting de Lisboa. 
Tres años después, el Sporting de Lisboa y Nacional se encuentran otra vez en la semifinal. Esta vez estuvo más cerca de pasar a la final, pero sin embargo perdió 3-2 en el global.

## Estadio

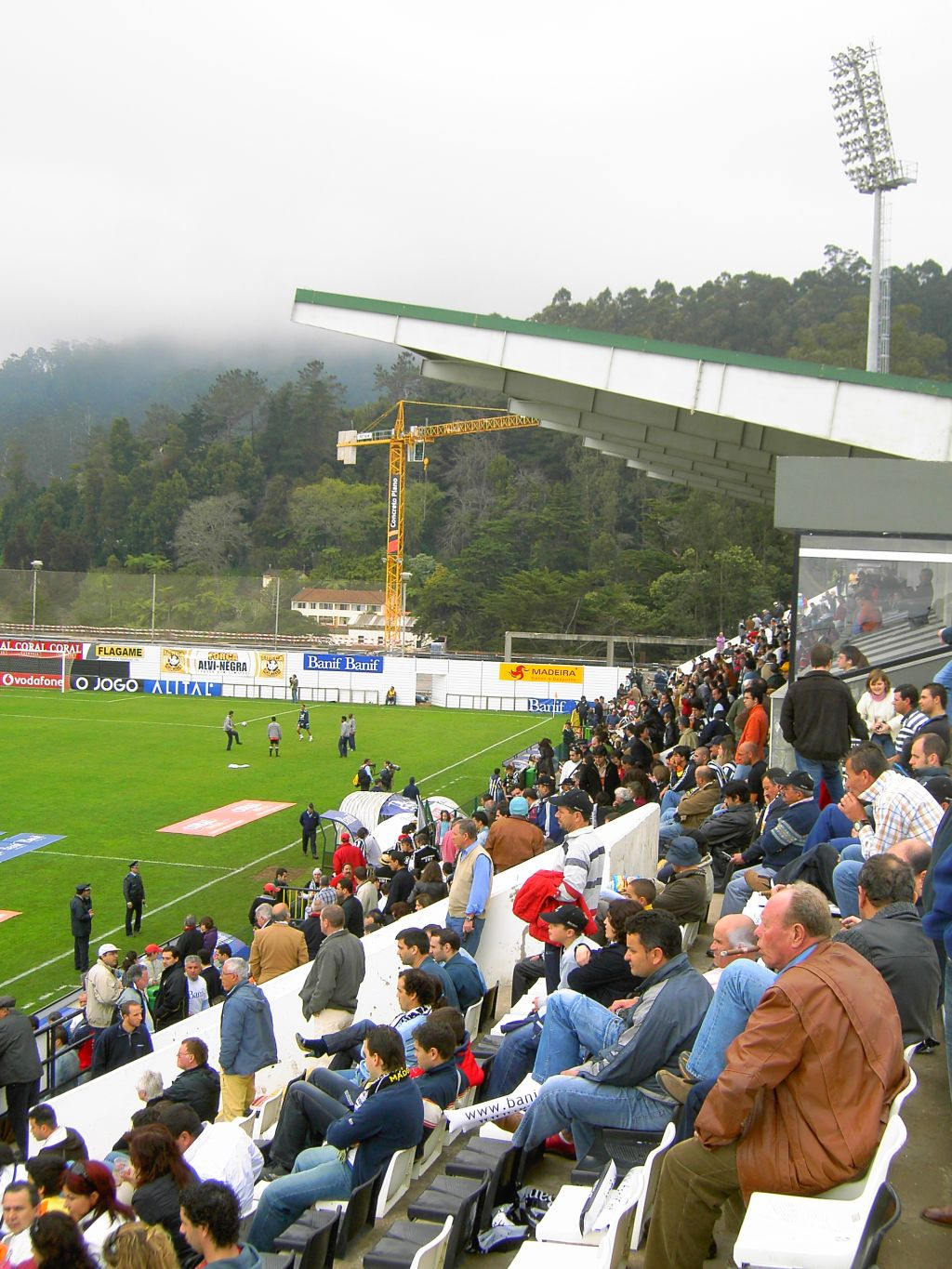
Tribuna del Estadio de Madeira.

El recinto donde el C. D. Nacional juega como local es el Estadio de Madeira, situado al norte de la ciudad, con capacidad para 5.200 espectadores y césped natural. La instalación fue abierta en 1998 y originalmente constaba sólo de una tribuna, pero el aforo ha sido duplicado gracias a una grada lateral. En el exterior se encuentran la ciudad deportiva, compuesta por dos campos de hierba artificial, y la academia de formación.
Entre 1957 y 1998, el equipo tuvo que compartir el Estadio dos Barreiros con el Club Sport Marítimo, quien ahora es su propietario.

## Rivalidad
El Nacional disputa el llamado «Derbi de Funchal» ante el Club Sport Marítimo. Dentro del fútbol madeirense, el Marítimo ha sido el principal dominador por número de títulos, participaciones internacionales y masa social. Sin embargo, los albinegros han mantenido una sólida base de aficionados y actualmente son el segundo club del archipiélago, sobrepasando al União da Madeira.
Los equipos de Madeira no pudieron participar en la Primera División portuguesa hasta comienzos de los años 1970, por lo que los duelos entre ambos clubes estaban garantizados en el campeonato regional. La rivalidad también tiene un trasfondo político: mientras el Nacional fue visto como un club burgués, cuyos miembros eran partidarios del comercio con la Portugal continental, el Marítimo estaba vinculado a la clase marítima y a los trabajadores locales. Hoy esas diferencias se han difuminado, pero la competencia permanece.
El primer derbi en competición nacional tuvo lugar el 18 de octubre de 1981, con ambos equipos en Segunda División, y terminó en empate (1-1).

## Jugadores

### Altas y bajas 2020-21

#### Altas
| Altas               | Altas          | Altas              | Altas         | Altas |
| Jugador             | Posición       | Procedencia        | Tipo          | Costo |
| ------------------- | -------------- | ------------------ | ------------- | ----- |
| Riccardo Piscitelli | Portero        | Dinamo de Bucarest | Libre         | --    |
| Pedrão              | Defensa        | Palmeiras          | Cesión        | --    |
| Lucas Kal           | Defensa        | São Paulo          | Cesión        | --    |
| Rúben Freitas       | Defensa        | Mafra              | Libre         | --    |
| Larry Azouni        | Centrocampista | KV Kortrijk        | Libre         | --    |
| Giorgi Arabidze     | Delantero      | Adanaspor          | Fin de cesión | --    |
| Gergely Bobál       | Delantero      | Zalaegerszegi      | Libre         | --    |

#### Bajas
| Bajas           | Bajas          | Bajas              | Bajas         | Bajas |
| Jugador         | Posición       | Destino            | Tipo          | Cobro |
| --------------- | -------------- | ------------------ | ------------- | ----- |
| Ohoulo Framelin | Portero        | Bandera de ?       | Libre         | --    |
| Gauther         | Portero        | Bandera de ?       | Libre         | --    |
| Seung-Jun Lee   | Defensa        | Camacha            | Cesión        | --    |
| Leonel Mosevich | Defensa        | Argentinos Juniors | Fin de cesión | --    |
| Anthony Sosa    | Defensa        | Progreso           | Fin de cesión | --    |
| João Vigário    | Defensa        | Tondela            | Fin de cesión | --    |
| Felipe Lopes    | Defensa        | Retiro             | Retiro        | --    |
| Nuno Campos     | Defensa        | Mafra              | Libre         | --    |
| Diogo Coelho    | Defensa        | Vilafranquense     | Libre         | --    |
| Kaká            | Centrocampista | Mafra              | Libre         | --    |
| Marco Borgnino  | Centrocampista | Atlético Rafaela   | Fin de cesión | --    |
| Malick Evouna   | Delantero      | Santa Clara        | Fin de cesión | --    |
| Perotti         | Delantero      | Chapecoense        | Fin de cesión | --    |
| Rochez          | Delantero      | Portimoense        | --            | --    |

## Palmarés

### Torneos nacionales
- Liga de Honra (2): 1999–00, 2017–18

### Torneos regionales
- Campeonato de Madeira (8): 1934–35, 1936–37, 1938–39, 1941–42, 1942–43, 1943–44, 1968–69, 1974–75
- Copa de Madeira (6): 1943–44, 1944–45, 1973–74, 1974–75, 2001–02, 2007–08

### Torneos amistosos
- Trofeo Ramón de Carranza (1): 2012

## Participación en competiciones europeas
| Competicion UEFA | Competicion UEFA   | Competicion UEFA | Competicion UEFA     | Competicion UEFA | Competicion UEFA | Competicion UEFA | Competicion UEFA |
| Temporada        | Torneo             | Ronda            | Club                 | Casa             | Visita           | Global           |                  |
| ---------------- | ------------------ | ---------------- | -------------------- | ---------------- | ---------------- | ---------------- | ---------------- |
| 2004–05          | UEFA Cup           | 1                | Sevilla              | 1–2              | 0–2              | 1–4              |                  |
| 2006–07          | UEFA Cup           | 1                | Rapid Bucureşti      | 1–2              | 0–1              | 1–3              |                  |
| 2009–10          | UEFA Europa League | Play-off         | Zenit St. Petersburg | 4–3              | 1–1              | 5–4              |                  |
| 2009–10          | UEFA Europa League | Grupo L          | Werder Bremen        | 2–3              | 1–4              | 3º Lugar         |                  |
| 2009–10          | UEFA Europa League | Grupo L          | Austria Wien         | 5–1              | 1–1              | 3º Lugar         |                  |
| 2009–10          | UEFA Europa League | Grupo L          | Athletic Club        | 1–1              | 1–2              | 3º Lugar         |                  |
| 2011–12          | UEFA Europa League | Clasificatoria 2 | FH                   | 2–0              | 1–1              | 3–1              |                  |
| 2011–12          | UEFA Europa League | Clasificatoria 3 | Häcken               | 3–0              | 1–2              | 4–2              |                  |
| 2011–12          | UEFA Europa League | Play-off         | Birmingham City      | 0–0              | 0–3              | 0–3              |                  |
| 2014–15          | UEFA Europa League | Play-off         | Dinamo Minsk         | 2–3              | 0–2              | 2–5              |                  |